# 大奧萊克辛

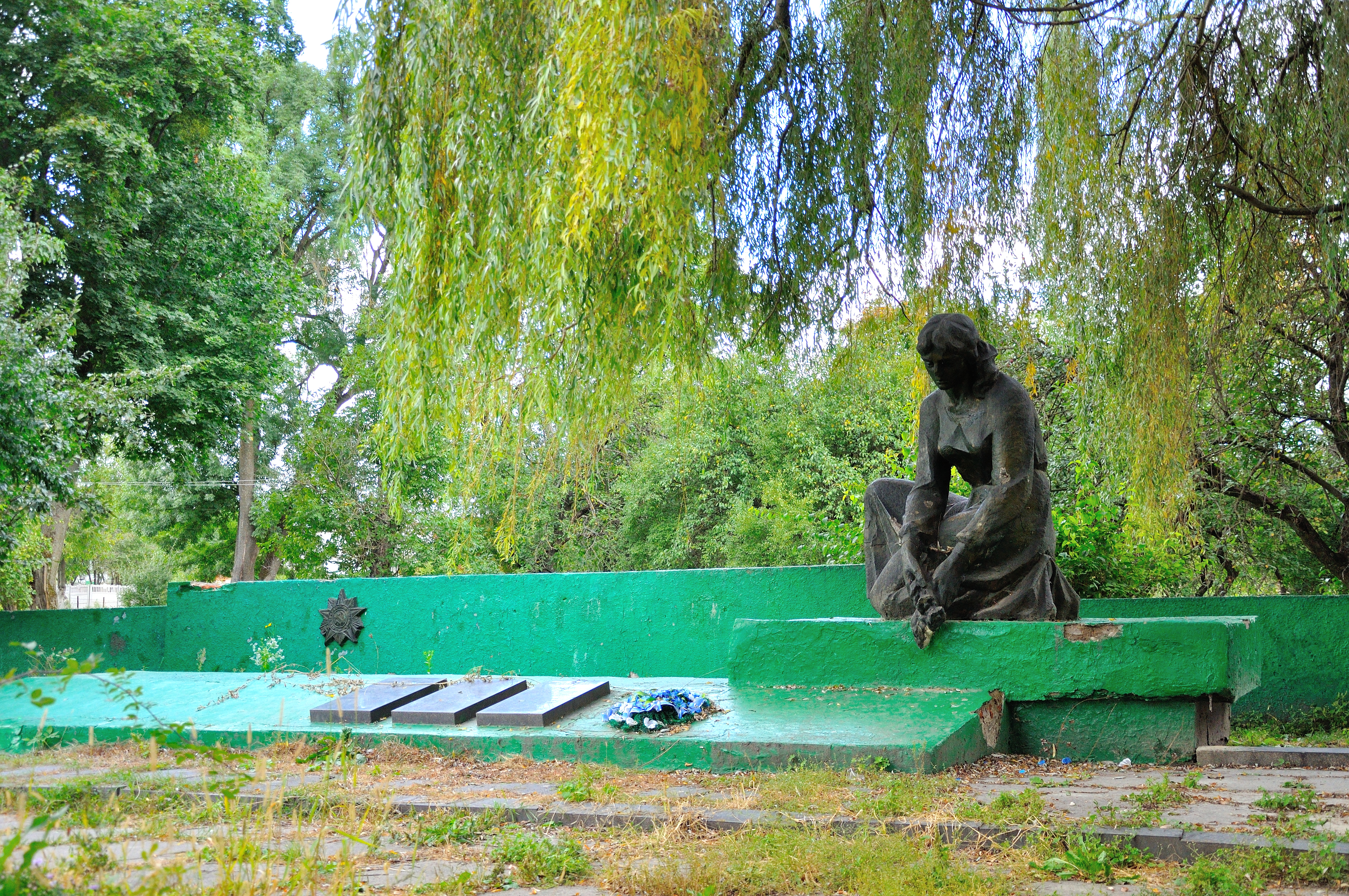
烈士墓

50°40′15″N 26°13′47″E / 50.67083°N 26.22972°E
大奧莱克辛（烏克蘭語：Великий Олексин），是烏克蘭西北部里夫内州里夫内区什帕尼夫市鎮的村落。始建於1650年，面積0.6平方公里，海拔高度180米，2001年人口2,798，人口密度每平方公里4,663.3人。